# Osama Saadi
Osama Saadi (arabe : اسامة سعدي, hébreu : אוסאמה סעדי), né le 21 février 1963, est un avocat et homme politique arabe israélien. Il est membre de la Knesset pour Ta'al.